# Conus retifer
Conus retifer is een in zee levende slakkensoort uit het geslacht Conus. De slak behoort tot de familie Conidae. Conus retifer werd in 1829 beschreven door Menke. Net zoals alle soorten binnen het geslacht Conus zijn deze slakken roofzuchtig en giftig. Zij bezitten een harpoenachtige structuur waarmee ze hun prooi kunnen steken en verlammen.